# Hildegard van Bingen
Hildegard van Bingen (Bermersheim, bij Alzey, Midden-Duitsland, 1098 – Rupertsberg, bij Bingen, 17 september 1179), was een Duitse benedictijnse abdis en geldt als eerste vertegenwoordigster van de Duitse middeleeuwse mystiek. Zij was onder meer actief op het gebied van religie, kosmologie, wetenschappen, filosofie, compositie en muziekbeoefening, poëzie, plantkunde en taalkunde.
In 2012 verklaarde paus Benedictus XVI haar heilig, ook werd haar dat jaar de eretitel van kerklerares verleend. Het centrum van de Hildegardverering is Eibingen bij Rüdesheim am Rhein, waar zich de Abdij Sint-Hildegard bevindt. In de bedevaartskerk Sint-Hildegard  wordt het gebeente van Hildegard bewaard in een gouden kist.

## Leven
Hildegard werd geboren als tiende kind van graaf Hildebert van Bermersheim, in een adellijk gezin dat woonde op het slot van Bermersheim, niet ver van Alzey. Voor haar opvoeding werd ze op haar achtste overgedragen aan de zorg van Jutta Von Sponheim, abdis van het klooster Disibodenberg, dat ressorteerde onder een groter klooster van benedictijner monniken. Ze leerde van Jutta Latijn, enkele van de middeleeuwse zeven vrije kunsten, het lezen en interpreteren van de psalmen en andere Bijbelteksten, de liturgie en de regel van Benedictus. Op haar vijftiende jaar legt zij de gelofte af. Als Jutta in 1136 sterft, neemt Hildegard de leiding van de vrouwengemeenschap over en wordt abdis.
Tegen de wil van Kuno van Disibodenberg, abt van het benedictijnenklooster, besloot Hildegard in 1147 een zelfstandig vrouwenklooster te stichten op de Rupertsberg te Bingen am Rhein, ze werd daarbij onder anderen gesteund door de aartsbisschop van Mainz. In 1150 betrokken de nonnen het nieuwe onderkomen en in 1152 werd de kloosterkerk door de aartsbisschop gewijd. De toeloop van vrouwen voor haar klooster was zo groot, dat in 1165 een dochterklooster werd geopend te Eibingen. De onenigheid tussen de abt van Disibodenberg en Hildegard zou nog jaren voor problemen zorgen.

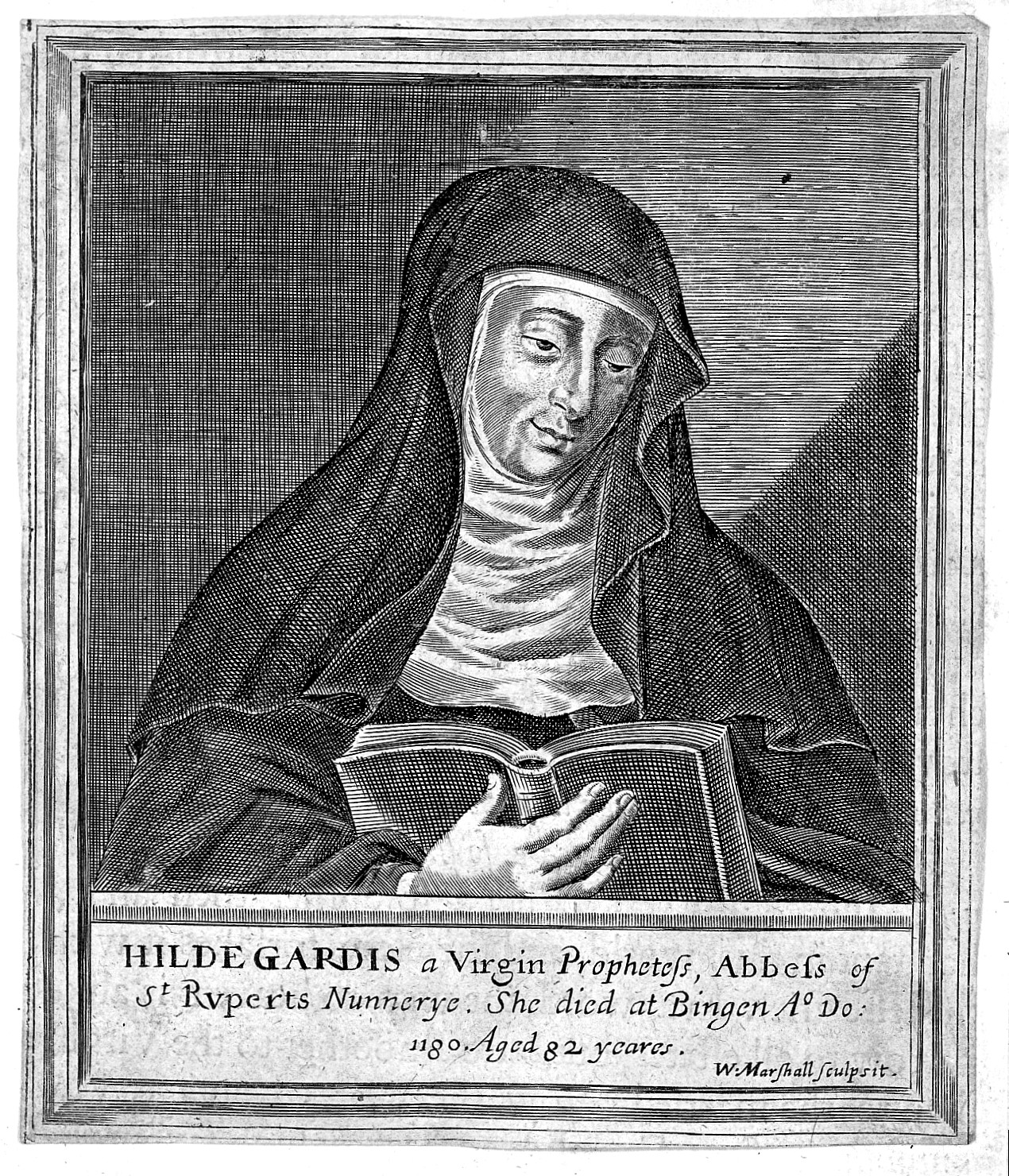
17e-eeuwse gravure van Hildegard als benedictijnse non

Vanaf haar 43e levensjaar begon Hildegard, met behulp van haar secretaris Volmar, de visioenen die zij kreeg op te tekenen. De kerkelijke autoriteiten volgden dit in eerste instantie argwanend. Dat veranderde toen tijdens de synode van Trier in 1147 Bernardus van Clairvaux en de aartsbisschop van Mainz de visioenen onder de aandacht van paus Eugenius III bracht. Deze spoorde en moedigde Hildegard aan haar werk voort te zetten. Zo kon zij met de zegen van de Kerk haar eerste grote werk, Liber Scivias voltooien: Ken de wegen van de Heer.
In het klooster te Bingen beleefde Hildegard haar productiefste jaren. Daar componeerde ze de muziek die in de twintigste eeuw veel bekendheid zou verwerven. Deze muziek is net zo afwijkend van het gebruikelijke als haar andere werken en vormt in feite een geheel eigen tak aan de boom van het gregoriaans, hoewel sommigen dit wat relativeren.
Hildegard schreef twee grote visioenenboeken: Liber vitae meritorum of Boek van de verdiensten van het leven (1150-1163) en Liber divinorum operum of Boek van Goddelijke werken (1163.) Ook van haar hand zijn Physica en Causae et Curae (1150), twee werken die samen bekendstaan als Liber Subtilitatum (Het boek van subtiliteiten). Deze handelen niet over theologie, maar over de natuur en de geneeskunst.
De invloed van Hildegard was groot, onder andere doordat ze gevraagd en ongevraagd adviezen schreef aan allerlei hooggeplaatste kerkelijke en wereldlijke personen, waaronder keizers en pausen. Ze correspondeerde onder andere met Bernardus van Clairvaux en keizer Frederik I Barbarossa. Verder was ze bevriend met verschillende andere, later heilig verklaarde personen, zoals met Gerlachus van Houthem die ze het kransje van haar kloostergeloften stuurde.
Aan het einde van haar leven kwam ze in moeilijkheden doordat ze een geëxcommuniceerde kennis in gewijde grond had begraven. Daarvoor werden zij en haar gemeenschap, door toedoen van onder andere de abt Kuno van Disibodenberg, gestraft. De straf voor het klooster van Hildegard was het verbieden van het gezongen koorgebed, het opdragen van de heilige mis en het verbod op het luiden van de klok, een buitenproportionele straf die later door een hogere kerkelijke autoriteit, de aartsbisschop van Mainz, werd teruggedraaid.
Op 17 september van het jaar 1179 stierf Hildegard van Bingen op de leeftijd van 81 jaar. De aanwezigen meldden dat op dat moment vanuit de hemel een helder licht op haar sponde viel, zoals ze zelf in een visioen had waargenomen:"Mijn ziel gloeit als omringd door een vlammenzee. De jeugdige kracht, vulkanische uitbarsting van lenteachtige gratie." Haar relieken werden in 1642 overgebracht naar de parochiekerk in Eibingen. Ofschoon ze nooit officieel is heilig verklaard, liet op 10 mei 2012 paus Benedictus XVI een decreet publiceren, waardoor ze vereerd mag worden als universeel heilige van de katholieke Kerk.

### Hildegard als componiste
Als componiste schreef Hildegard het mysteriespel Ordo Virtutum, "Orde der deugden", een gezongen drama voor vrouwenstemmen met één partij voor mannenstem (de duivel), dat ze componeerde voor de nonnen van haar klooster. Daarnaast componeerde zij ongeveer 75 gezangen voor de liturgie op basis van haar visioenen: een kyrie, een alleluia, 35 antifonen, 19 responsoria, zeven hymnen en zeven sequenties, in de middeleeuwen belangrijke poëtische en muzikale vormen in de liturgie.
Al is de toonomvang van haar composities uitgestrekter en de melodievorming persoonlijk met soms veel melismen, notenslierten op één lettergreep, toch liggen deze gezangen muzikaal in het verlengde van de gregoriaanse traditie van het Rijnland. Inhoudelijk zijn ze individueel gekleurd door de lyrische ontboezemingen. Vaak hebben de teksten betrekking op populaire heiligen zoals Ursula en Rupert. Van Hildegards liederen werd tot 2017 een handschrift bewaard in de Sint Pieters & Paulus abdij te Dendermonde (België) dat even authentiek is als dat te Wiesbaden met de titel Symphonia Harmoniae Caelestium Revelationum.Het handschrift werd in september 2017 in langdurige bruikleen gegeven aan de Maurits Sabbebibliotheek, verbonden aan de universiteit van Leuven. Het zal daar bestudeerd worden.
Door de hernieuwde belangstelling voor vrouwen van de middeleeuwse Kerk is er sinds ca. 1970 veel interesse voor Hildegard van Bingen, en in het bijzonder voor haar muziek. Er zijn ongeveer tachtig composities van haar overgeleverd, een repertoire dat tot de uitgebreidste onder de middeleeuwse componisten behoort.

### Opnamen van Hildegards composities
Er bestaan verschillende opnamen van haar muziek, met name door ensembles als Gothic Voices en Sequentia .
De muziek van Hildegard van Bingen is vandaag vrij populair geworden in de stroming van de New Age. Ze beïnvloedt ook hedendaagse toondichters als Arvo Pärt en Sofia Goebaidoelina. Soms horen we de eenstemmige muziek van Hildegard van Bingen met een discrete instrumentale begeleiding uitvoeren.

### Ander werk

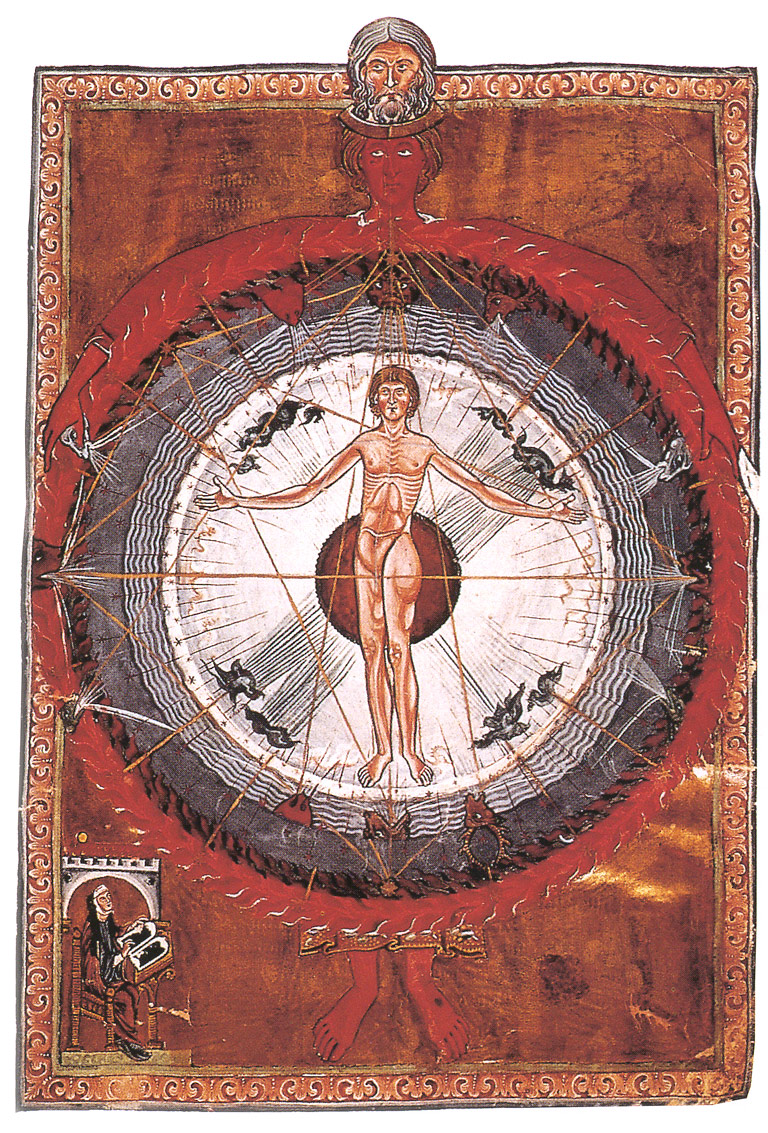
Liber divinorum operum van Hildegard van Bingen

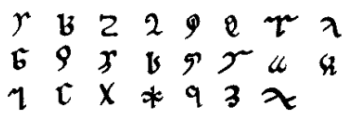
Hildegard van Bingens alfabet Litterae ignotae dat ze gebruikte voor haar taal Lingua Ignota - een collage op basis van een 12e-eeuws manuscript

Behalve haar muziekwerken schreef Hildegard ook medische, plantkundige en geologische verhandelingen. In haar boeken Causae et curae en Fysica over geneeskunde staan talloze geneeskrachtige recepten. Ze vond ook een eigen, alternatief alfabet uit. Zo tonen haar teksten en composities haar aanpassing van het middeleeuwse Latijn met zelfbedachte woorden en vervoegingen. Mede door de neologismen die ze aanwendt in haar liederen, en het door haar geconstrueerde alfabet, beschouwen moderne aanhangers van kunsttalen haar als een middeleeuwse voorganger. Hildegards Lingua Ignota geldt als een van de oudste kunsttalen uit de geschiedenis.
Hildegards 'wetenschappelijke' inzichten waren afgeleid van de Griekse kosmologie van de vier elementen: vuur, lucht, water en aarde met hun respectieve kwaliteiten van hitte, droogheid, vochtigheid en koude. Daarmee correspondeerden de vier temperamenten in het lichaam: cholerisch (gele gal), sanguinisch (bloed), flegmatisch (slijm) en melancholisch (zwarte gal). De menselijke persoonlijkheid werd dan bepaald door het overwicht dat een of twee van die temperamenten had. Ziekte ontstond doordat het delicate evenwicht tussen deze temperamenten verstoord was, en kon enkel hersteld worden door de juiste plant of het juiste dier te eten dat de kwaliteit bezat die het lichaam nodig had. Hildegard had vooral belangstelling voor het beschrijven van planten, vogels, dieren en stenen om de kwaliteit van een object te achterhalen waaruit zij dan de geneeskrachtige toepassing afleidde.
Hildegards geschriften zijn ook bijzonder te noemen omdat zij op een algemeen positieve manier schrijft over seksualiteit en over de lichamelijke vreugde vanuit een vrouwelijk standpunt. Van haar is ook een geschrift overgeleverd, dat zou kunnen gelden als de vroegst bekende beschrijving van het vrouwelijk orgasme:
(citaat) vert. uit het Engels: "Als een vrouw de liefde bedrijft met een man, voelt ze de warmte tot in haar brein. Dat brengt een zinnelijke verrukking teweeg…"

## Werken

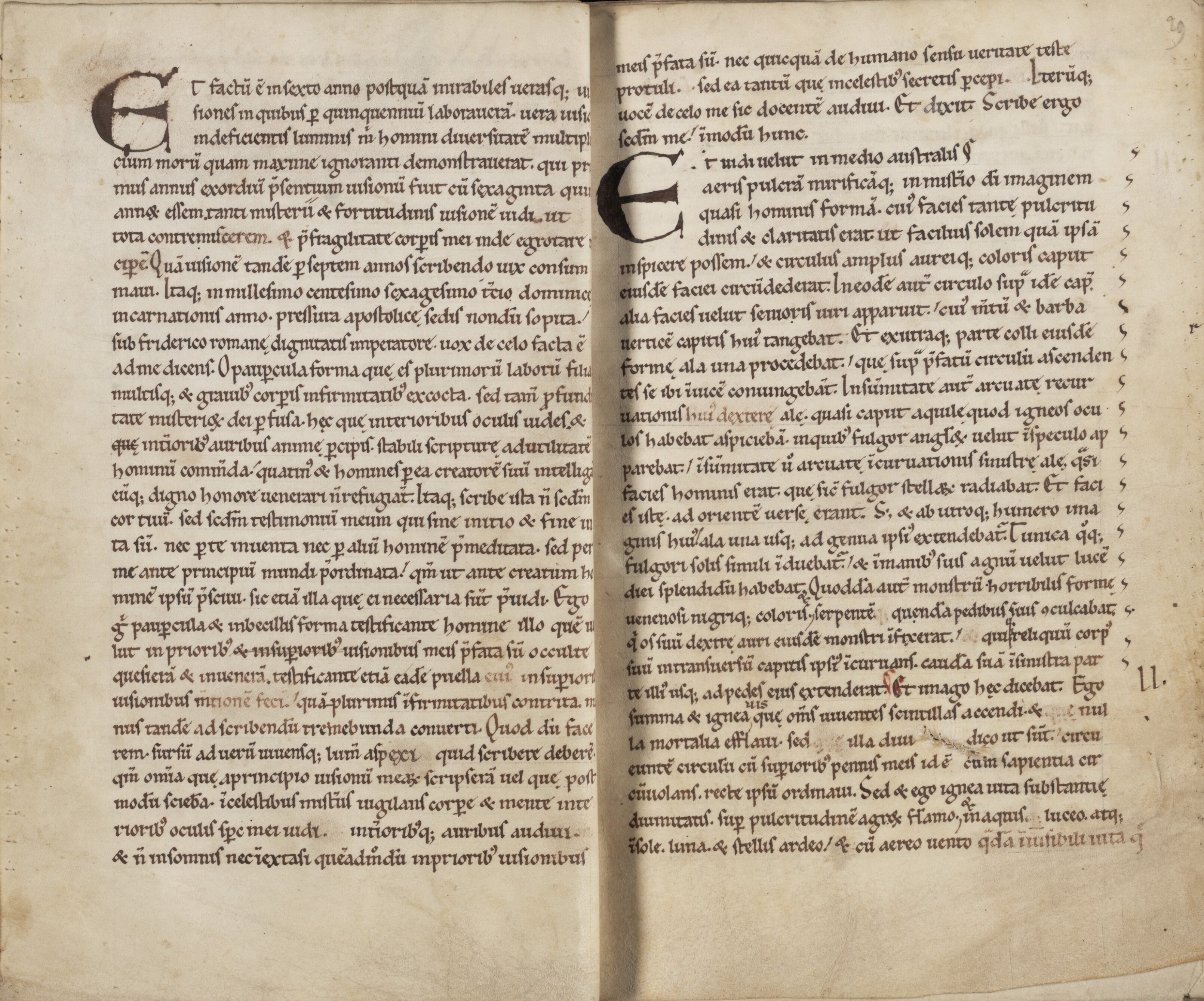
Fragment uit het manuscript Liber divinorum operum. Apograaf uit de 2e helft van de 12e eeuw. Collectie Universiteitsbibliotheek Gent.

### Uitgaven en manuscripten van Hildegards werken
- Hildegard van Bingen, Ken de Wegen, vertaald en geëditeerd door Mieke Kock-Rademakers. Uitgeverij Verloren, 2015. ISBN 9789087044831.
- Hildegardis van Bingen, Scivias, 35 miniaturen met latijnse tekst, voorzien van commentaar door Frater Henri Boelaars o.s.b. Uitgegeven door de St.Willibrordsabdij Doetinchem in samenwerking met Servire uitg. te Katwijk, 1984. ISBN 90-6325-263-3
- Hildegardis Bingensis, Opera Minora, edited by H. Feiss, C. Evans, B. M. Kienzle, C. Muessig, B. Newman, P. Dronke, Corpus Christianorum Continuatio Mediaevalis CCCM 226 (Turnhout: Brepols Publishers, 2009), ISBN 978-2-503-05261-8
- Wiesbaden, Hessische Landesbibliothek, Hs. 2 (Riesen Codex) of Wiesbaden Codex (circa 1180-85)
- Dendermonde, België, St.-Pieters-&-Paulusabdij Cod. 9 (Villerenser codex) (circa 1174/75)
- München, Universitätsbibliothek, MS2∞156
- Leipzig, Universitätsbibliothek, St. Thomas 371
- Parijs, Bibliothèque nationale de France, MS 1139
- Hildegardis Bingensis, Epistolarium pars prima I-XC, edited by L. Van Acker, Corpus Christianorum Continuatio Mediaevalis CCCM 91A (Turnhout: Brepols Publishers, 1991)
- Hildegardis Bingensis, Epistolarium pars secunda XCI-CCLr, edited by L. Van Acker, Corpus Christianorum Continuatio Mediaevalis CCCM 91A (Turnhout: Brepols Publishers, 1993)
- Hildegardis Bingensis, Epistolarium pars tertia CCLI-CCCXC, edited by L. Van Acker and M. Klaes-Hachmoller, Corpus Christianorum Continuatio Mediaevalis XCIB (Turnhout: Brepols Publishers, 2001)
- Hildegardis Bingensis, Scivias, A. Führkötter, A. Carlevaris eds., Corpus Christianorum Scholars Version vols. 43, 43A. (Turnhout: Brepols Publishers, 2003)
- Hildegardis Bingensis, Liber vitae meritorum, A. Carlevaris ed. Corpus Christianorum Continuatio Mediaevalis CCCM 90 (Turnhout: Brepols Publishers, 1995)
- Hildegardis Bingensis, Liber divinorum operum, A. Derolez and P. Dronke eds., Corpus Christianorum Continuatio Mediaevalis CCCM 92 (Turnhout: Brepols Publishers, 1996)
- Friedrich Wilhelm Emil Roth, "Glossae Hildigardis", in: Elias Steinmeyer and Eduard Sievers eds., Die Althochdeutschen Glossen, vol. III. Zürich: Wiedmann, 1895, 1965, pp. 390–404.
- "Analecta Sanctae Hildegardis", in: Analecta Sacra vol. 8 edited by Jean-Baptiste Pitra (Monte Cassino, 1882).
- Patrologia Latina vol. 197 (1855).
- Hildegard van Bingen, Symphonia - Gezangen (2022, vertaling)

### Biografische portretten
- Barbara Beuys: Denn ich bin krank vor Liebe: Das Leben der Hildegard von Bingen. Piper, München, 2003. ISBN 3-492-23649-9.
- Helene M. Kastinger Riley: Hildegard von Bingen. Rowohlt, Reinbek, 1997. ISBN 978-3-499-50469-3.
- Fiona Maddocks: Hildegard of Bingen: The Woman of Her Age. Headline, 2001. ISBN 978-0-747-27398-1.
- Gineke Meinders: Alles brandt door mij. Een roman over Hildegard von Bingen. Brave New Books, 2021. ISBN 978-9-464-05496-5.
- Etty Mulder: Hildegard. Een genie uit de middeleeuwen. Ambo, Baarn, 1982. ISBN 90-2-631-556-2.
- Ingrid Riedel: Hildegard von Bingen: Prophetin der kosmischen Weisheit. Kreuz Verlag, Stuttgart, 1994. ISBN 978-3-451-61264-0.
- Mary Sharratt: Illuminations: A Novel of Hildegard von Bingen. Houghton Mifflin Harcourt, 2012. ISBN 978-0-544-10653-6.
- Barbara Stühlmeyer: Wege in sein Licht. Eine spirituelle Biografie über Hildegard von Bingen. Beuroner Kunstverlag, Beuron 2013, ISBN 978-3-87071-293-8.
- Barbara Stühlmeyer: Hildegard von Bingen. Leben – Werk – Verehrung. Topos plus, Kevelaer 2014, ISBN 978-3-8367-0868-5.
- Margarethe von Trotta (regisseur): Vision – Aus dem Leben der Hildegard von Bingen. Biopic, 2009 (hoofdrol: Barbara Sukowa als Hildegard).
- Hans Wilbrink:
  - Amplexio Dei, de Omarming Gods (dissertatie). Aken/Maastricht, 2006
  - "OOTMOED". Leven en werk van Hildegard van Bingen. Heeswijk, 2013, 2015, 2017. ISBN 978-90-8972-063-4
  - Leven en Werk van Hildegard van Bingen. Heeswijk, 2018
  - Zicht op Hildegard. Heeswijk, 2021.

## Varia
- In de tragikomische film De beentjes van Sint-Hildegard uit 2020 onderzoekt de hoofdpersoon, gespeeld door Herman Finkers, het leven van zijn schoonvader die op de vlucht voor zijn dominante vrouw overleed tijdens een pelgrimstocht naar de abdij van Sint-Hildegard.
- Of de visioenen van Hildegard van Bingen te verklaren zijn door regelmatige aanvallen van migraine is onbewezen en niet meer dan een hypothese van de psychiater Oliver Sacks.
- De Sint-Hildegardiskerk in Rotterdam is naar haar vernoemd.